# 5909 Nagoya
5909 Nagoya è un asteroide della fascia principale. Scoperto nel 1989, presenta un'orbita caratterizzata da un semiasse maggiore pari a 2,2423716 UA e da un'eccentricità di 0,1949561, inclinata di 7,14799° rispetto all'eclittica.